# Joan Llacuna i Carbonell
Joan Llacuna i Carbonell (Igualada, 15 d'octubre de 1905 — Burzet, França, 6 d'agost de 1974) va ser un poeta català, col·laborador de les revistes Ariel i La Revista de López-Picó.

## Biografia
Va néixer a Igualada l'any 1905, a la casa familiar del carrer de l'Aragall (actualment carrer Antoni Franch), en una família d'adobers. Es formà al Col·legi de les Escoles Pies ubicat a l'antic Convent de Sant Agustí. Als 15 anys entrà a treballar a l'oficina local de la Caixa de Pensions, entitat per la qual treballà fins a la jubilació. De jove se li despertà l'interès per la literatura i la poesia i mitjançant la lectura es formà de manera autodidacta. En paral·lel es despertà en el poeta una profunda consciència religiosa.
El 1924 publicà els primers articles en revistes locals. A partir de 1928 publicà els primers poemes a la premsa. Fou un dels fundadors de la Revista d'Igualada, el 1929, i del grup Anabis, el 1944. Publicà poemes en periòdics com El Temps de Valls, el 1931, La Revista de Josep Maria López-Picó i el suplement literari de La Publicitat o La Veu de Catalunya.
De 1927 a 1933 va treballar en oficines de la Caixa a Sitges, Balaguer, Barcelona, Tortosa, i Valls. A Valls va conèixer la Teresa Puig i Garrell, amb qui es casà l'any 1931. El 1933 retornaren a Igualada, on Llacuna completà el llibre Ònix i níquel que publicà l'editorial Altés el 1934. El 1935 nasqué a Igualada Teresa, la seva única filla. La guerra civil espanyola suposà un cop important per a Llacuna. Va ser mobilitzat el 1938 i fou destinat a fer serveis auxiliars d'oficina a Manresa. Amb la retirada dels republicans, passà a França on fou detingut en passar la frontera i posteriorment repatriat i enviat a un camp de concentració proper a Santander, d'on va sortir gràcies als esforços de la seva esposa. La seva salut va quedar afectada i la seva personalitat va canviar. Llacuna va mantenir una breu però intensa relació amb Rosselló-Pòrcel.
Després de la guerra s'instal·là a Rubí, mantenint en privat la seva vocació poètica i treballant en el seu llibre principal, Aurora de l'Aragall, publicat el 1947 en una edició minoritària destinada a bibliòfils, il·lustrada amb aiguaforts de Grau-Sala. El 1961 va fer una edició popular del llibre, fet que el va portar de nou a l'actualitat. Va ser mànager de la seva filla Teresa Llacuna, que inicià una prometedora i prematura carrera com a pianista, completant gires de concerts per Europa. El 1965 es jubilà i establí la seva residència a Barcelona, amb un estat de salut molt delicat, i completà el seu darrer llibre L'espiga a la mà (1962), de poemes místics, publicats de forma pòstuma. Va morir el 6 d'agost de 1974 a Burzet (França), on passava l'estiu amb la seva filla.
L'any 1984 se li va dedicar a Igualada una escultura de Josep Maria Codina Corona. Inicialment situat a la cruïlla dels carrers Balmes i Gaudi, des de 2014 està emplaçat a la plaça del Rei de la ciutat.

## Obres
- Ònix i níquel (1934)[7]
- Nyora (1935)[3]
- Aurora de l'Aragall (1957), amb pròleg de Salvador Espriu.[1]
- L'espiga a la mà (1962)